# NGC 2590
NGC 2590 é uma galáxia espiral (Sbc) localizada na direcção da constelação de Hydra. Possui uma declinação de -00° 35' 28" e uma ascensão recta de 8 horas, 25 minutos e 02,0 segundos.
A galáxia NGC 2590 foi descoberta em 26 de Fevereiro de 1878 por Édouard Jean-Marie Stephan.